# Kruiningen

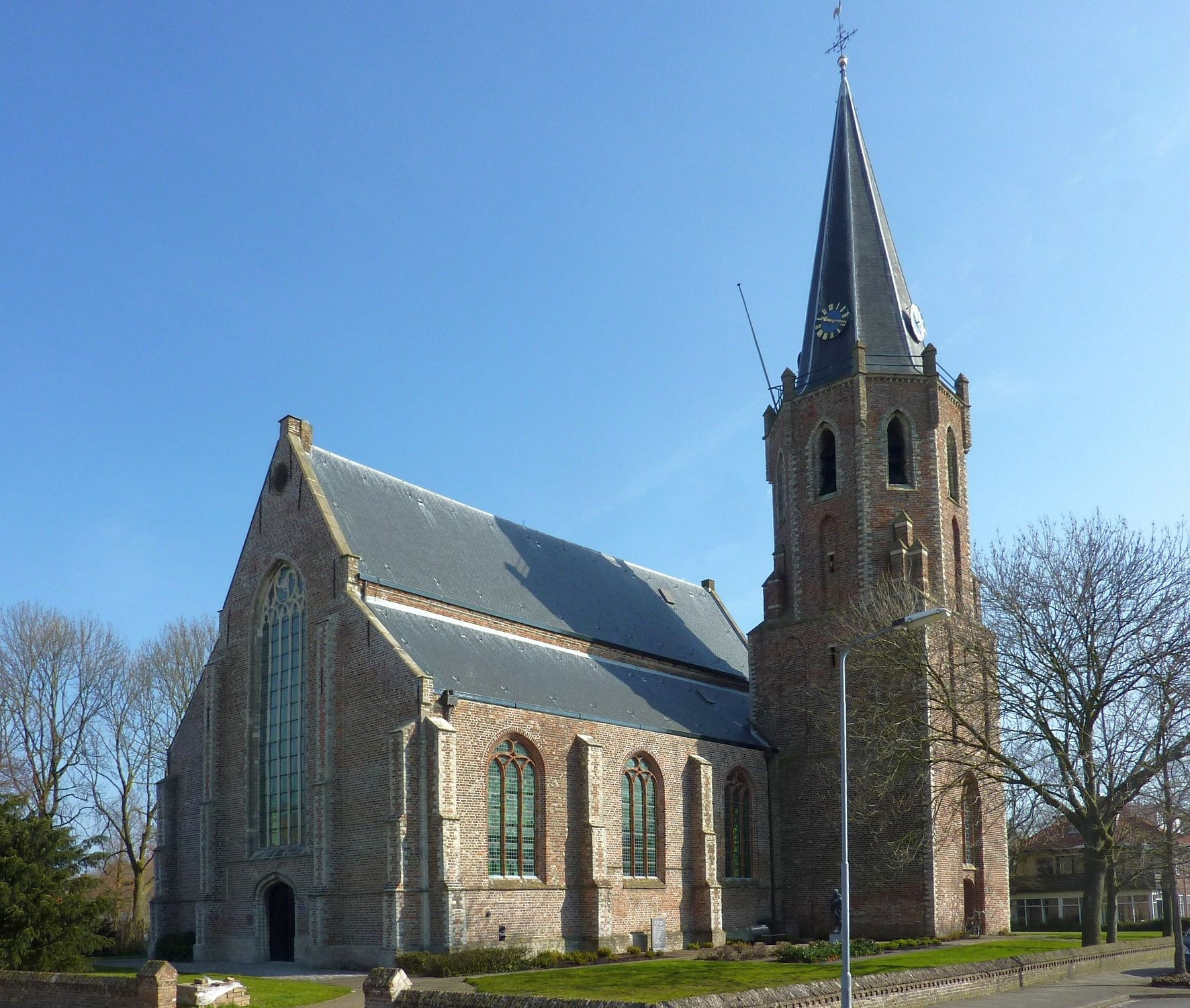
Die alte Kirche von Kruiningen, die Johanneskerk

Kruiningen (seeländisch Krunege) ist ein Dorf auf Zuid-Beveland in der niederländischen Provinz Zeeland und liegt rund fünf Kilometer südlich von Yerseke. Kruiningen war bis 1970 eine selbständige Gemeinde, zu der auch Hansweert gehörte; heute zählt es zu der Gemeinde Reimerswaal. Im Januar 2024 zählte das Dorf 4.900 Einwohner.
Bis 2003 verfügte Kruiningen über einen Fähranleger für den Fährdienst Kruiningen-Perkpolder, der nach Öffnung des Westerscheldetunnels eingestellt wurde. Rund um den nun verlassenen Fährhafen ist eine Wohnsiedlung unter dem Projektnamen KruseVeer geplant, die 250 Wohnungen und Einfamilienhäuser umfassen soll. Kruiningen hat einen Bahnhof an der einzigen Eisenbahnlinie Zeelands, der Zeeuwse Lijn, die von Roosendaal nach Vlissingen führt.

## Sehenswürdigkeiten
- Evangelische Johanneskerk aus dem 14./15. Jahrhundert.

## Persönlichkeiten
- Daan Manneke (* 1939), Komponist und Organist
- Bert-Jan Ruissen (* 1972), Politiker